# برج‌های آتن
برج‌های آتن (انگلیسی: Athens Towers) مجموعه‌ای متشکل از دو ساختمان واقع در آتن یونان است. برج آتن ۱ ۱۰۳ متر ارتفاع داشته و بلندترین ساختمان در یونان است و برج آتن ۲ ۶۵ متر ارتفاع دارد.
ساخت و ساز آن در سال ۱۹۶۸ آغاز گشت و در ۱۹۷۱ به پایان رسید. این برج در زمان ساختش دومین ساختمان از لحاظ بلندی در بالکان بود.